# Pedro Guerrero Guerrero
Pedro Guerrero Guerrero (Córdoba, 4 de mayo de 1953) es jurista y empresario español. Preside el banco Bankinter desde 2007.

## Biografía
Guerrero es abogado del Estado, agente de Cambio y Bolsa y notario de Madrid en excedencia. Se incorporó al Consejo de Administración de Bankinter como Consejero asesor en 1990. En 2000 fue designado Consejero de pleno derecho y presidió desde 2002 la Comisión de Auditoría y Cumplimiento Normativo del banco. Asimismo, fue miembro de la Comisión de Nombramientos y Retribuciones y de la Comisión de Negocio del Consejo de Administración. El 17 de diciembre de 2003, el Consejo de Administración de Bankinter acordó por unanimidad nombrarlo vicepresidente del banco.

## Bankinter
Nombrado presidente de Bankinter en 2007, sustituyó en el cargo a Juan Arena de la Mora, que accedió a la presidencia en 2002. Junto a él, el Consejo de Administración nombró a Jaime Echegoyen como Consejero Delegado y a Alfonso Botín como nuevo vicepresidente de la entidad.
En octubre de 2010, el Consejo de Administración de Bankinter nombró a María Dolores Dancausa como nueva consejera delegada de la entidad, en sustitución de Jaime Echegoyen.

### Multa del Banco de España
En agosto de 2020, Bankinter fue sancionado por el Banco de España con una multa de 5,2 millones de euros por una infracción grave. En efecto, el Banco de España le interpuso una sanción al banco por infracción grave en materia de protección al cliente de las entidades de crédito, en lo relativo a la entrega de información precontractual, al cálculo de la tasa anual equivalente (TAE) y los gastos repercutidos por servicios de gestoría.